# Montu (Busch Gardens Tampa)
Montu in Busch Gardens Tampa (Tampa, Florida, USA) ist eine Stahlachterbahn vom Modell Inverted Coaster des Herstellers Bolliger & Mabillard, die am 16. Mai 1996 im damaligen Busch Gardens Tampa eröffnet wurde.

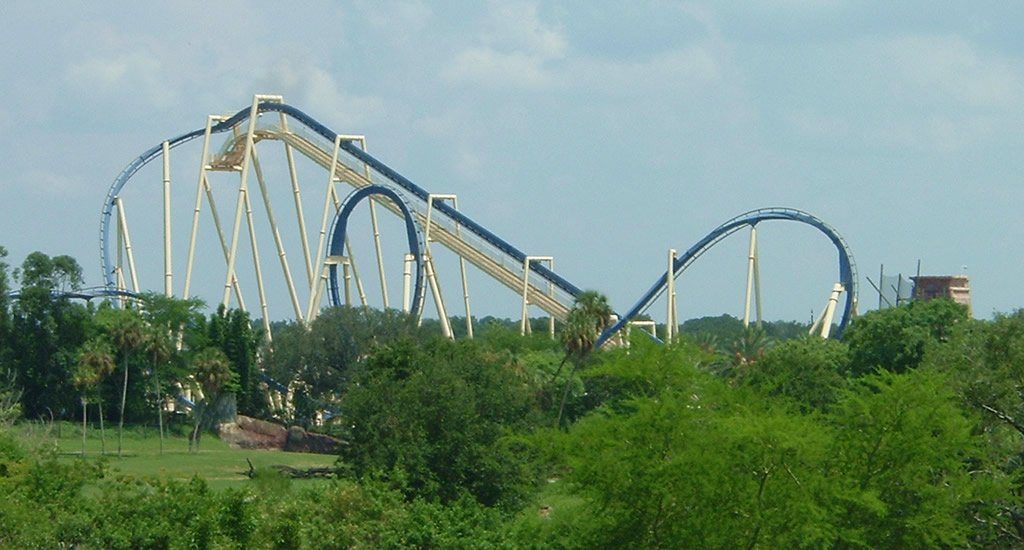

Zum Zeitpunkt ihrer Eröffnung war Montu der höchste Inverted Coaster der Welt. Die Bahn ist 45,7 m hoch und erreicht eine Höchstgeschwindigkeit von 96,6 km/h. Zuvor hielt Raptor in Cedar Point diesen Rekord. Montu's Rekord hielt aber nur kurz an, denn dieser wurde durch Alpengeist in Busch Gardens Europe bereits ein Jahr später übertroffen. Montu hält aber immer noch (Stand: Oktober 2023) zusammen mit Banshee in Kings Island den Rekord für die meisten Inversionen auf einem Inverted Coaster, sieben an der Zahl, außerdem war Montu die erste Achterbahn der Welt mit einem Immelmann.
Montu wurde nach dem ägyptischen Gott des Krieges Month benannt. Die Achterbahn ist das Mittelstück des ägyptischen Themenbereich des Parks und die einzige große Attraktion in diesem Bereich.

## Züge
Montu besitzt drei Züge mit jeweils acht Wagen. In jedem Wagen können vier Personen (eine Reihe à vier Personen) Platz nehmen. Als Rückhaltesystem kommen Schulterbügel zum Einsatz.